# آسوانیکی
آسوانیکی (به لاتین: Osłonki) یک منطقهٔ مسکونی در شمال لهستان است که در گمینا اوشنچینه واقع شده‌است.
این روستا در ۵ کیلومتر شرق اوشنچینه و ۱۹ کیلومتری شرق راجیوف و ۴۸ کیلنومتری جنوب ترونی جای دارد.